# Вагинальные шарики

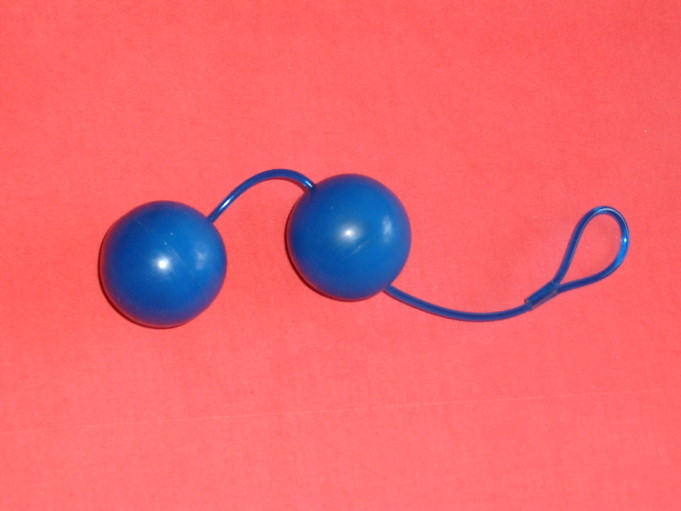
Два шарикa на общем шнурке (Рин-но-тама)

Вагина́льные ша́рики (я́йца) — шарики, вводимые в вагину. Лекарственные вагинальные шарики — один из видов суппозиториев в фармакологии. Тренировочные вагинальные яйца изготавливаются из медицинского пластика и имеют не растягивающийся шнур из ПВХ. Применяются для укрепления мышц тазового дна и выполнения ряда техник, которые позволяют поднимать репродуктивные органы вверх, в свое первоначальное положение, а так же сексуальной стимуляции и повышения либидо.

## В фармакологии

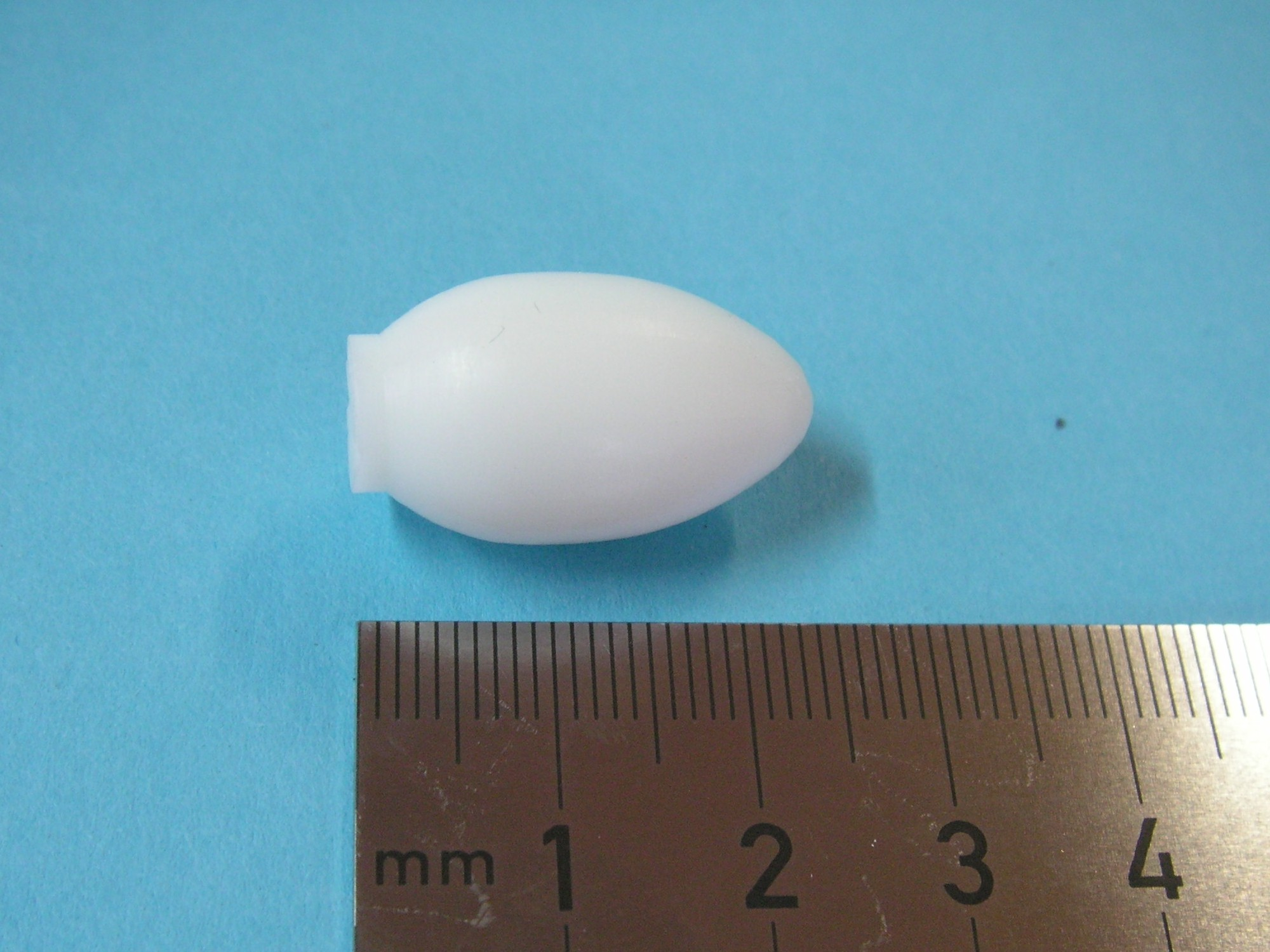
Фармакологический расплавляюшийся при температуре тела вагинальный шарик с лекарством

В фармакологии вагинальные шарики — одна из разновидностей вагинальных суппозиториев.

## Для сексуальной стимуляции
Для сексуальной стимуляции (мастурбации) используются два шарикa на общем шнурке. Такое приспособление иногда называется «бэн-ва», «рин-но-тама» (琳の玉) или «мьень линг. При изготовлении шариков используют такие материалы, как металл, пластмасса, дерево, силикон, стекло. Шарики могут быть цельными, либо полыми, с шариками меньшего диаметра внутри, которые, катаясь при движении, будут вызывать вибрацию.

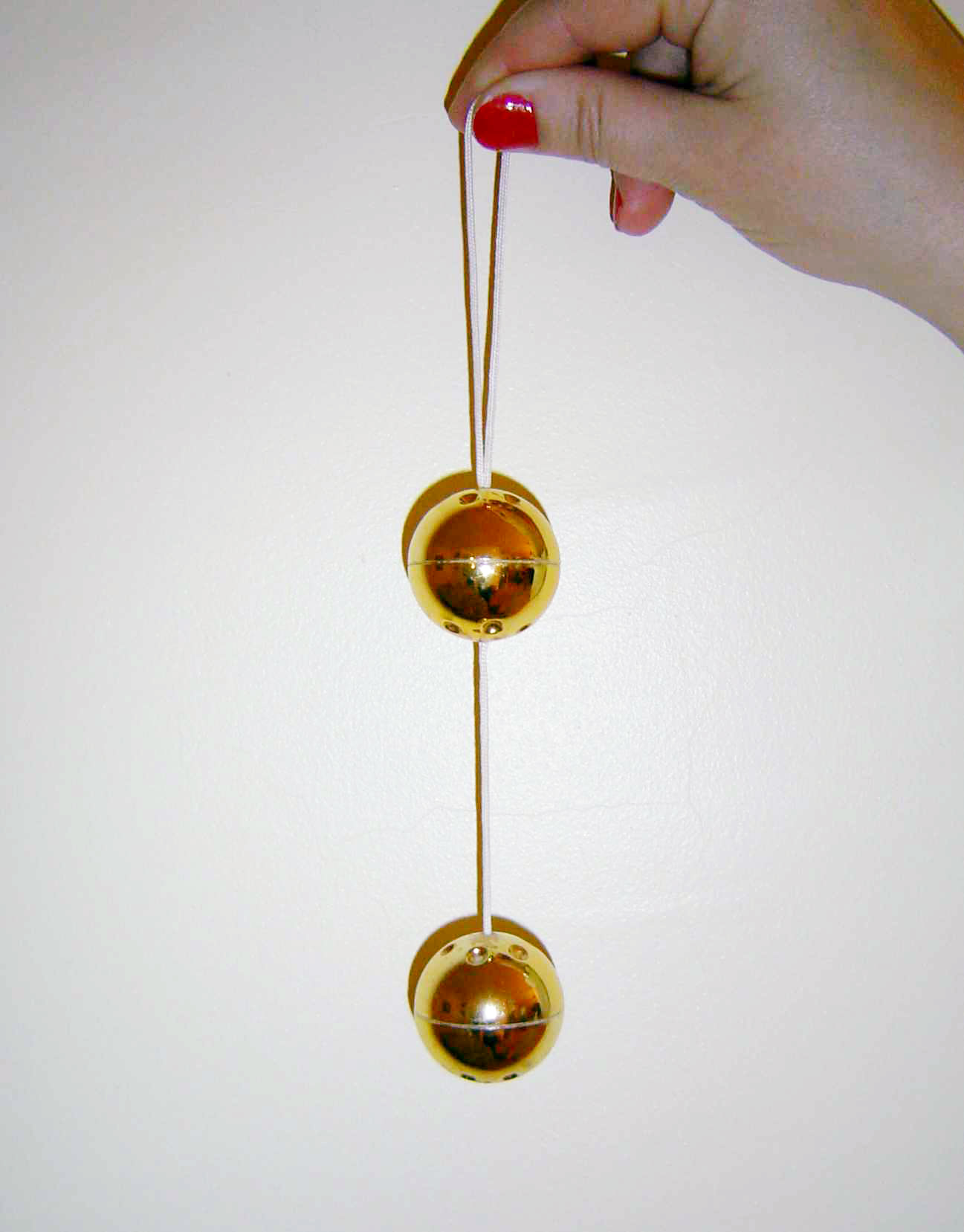
Золотистые вагинальные шарики
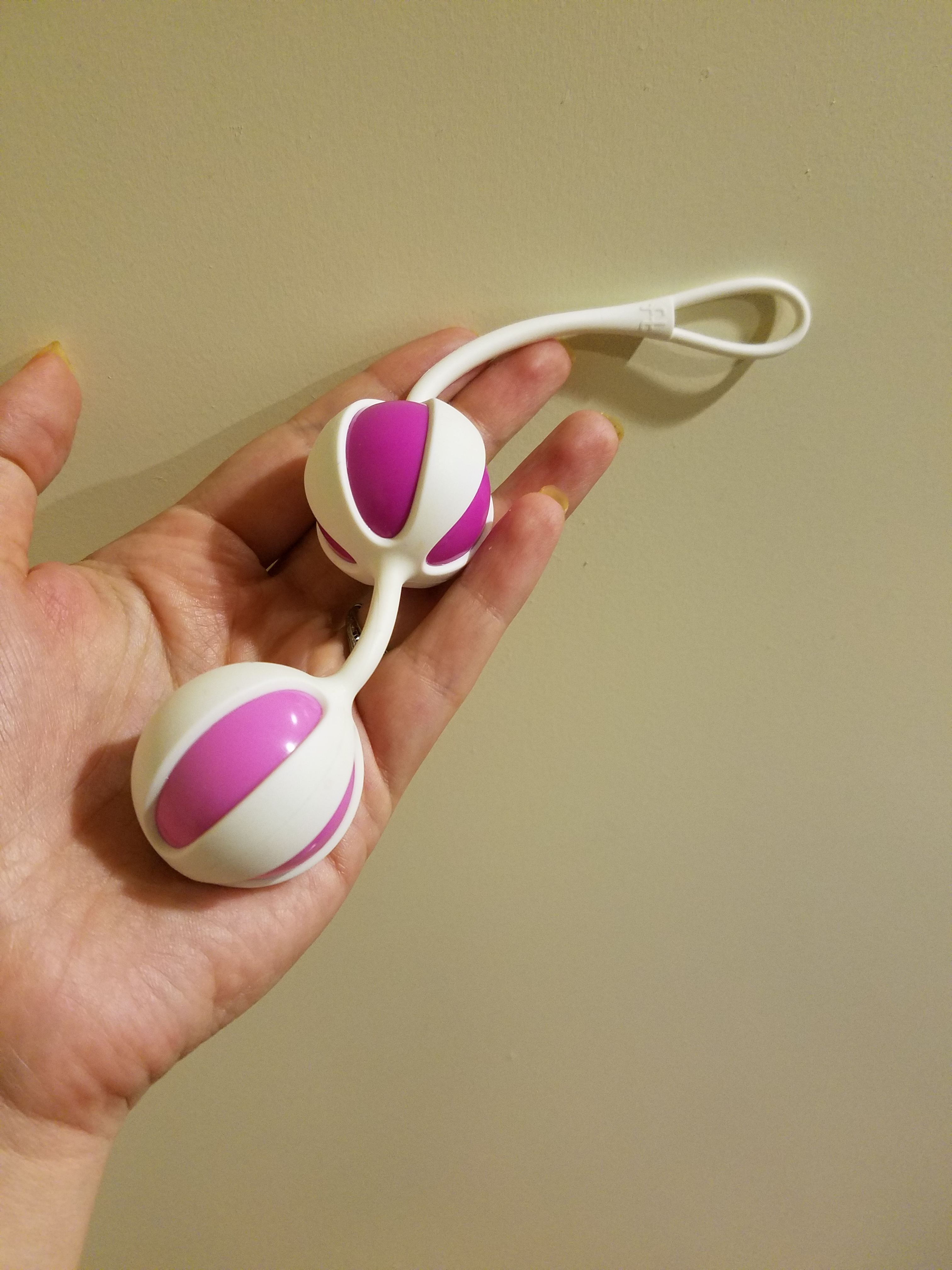
Пластмассовые вагинальные шарики

### История возникновения

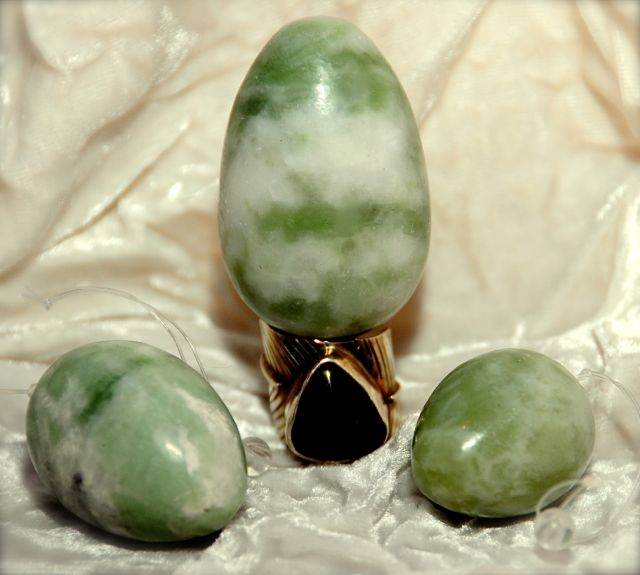
Нефритовые яйца

Использование вагинальных шариков пришло из Азии. Европейские исследователи-антропологи зафиксировали использование рин-но-тама для мастурбации в конце XIX века в Японии.
Китаянки на протяжении веков в даосских сексуальных практиках применяли нефритовое яйцо.
Японская поэзия подтверждает как древнее происхождение приспособления, так и китайское происхождение слова «рин-но-тама».

### Терапевтическое применение
Делались попытки терапевтического применения мьен-линга.